# Shu Pei

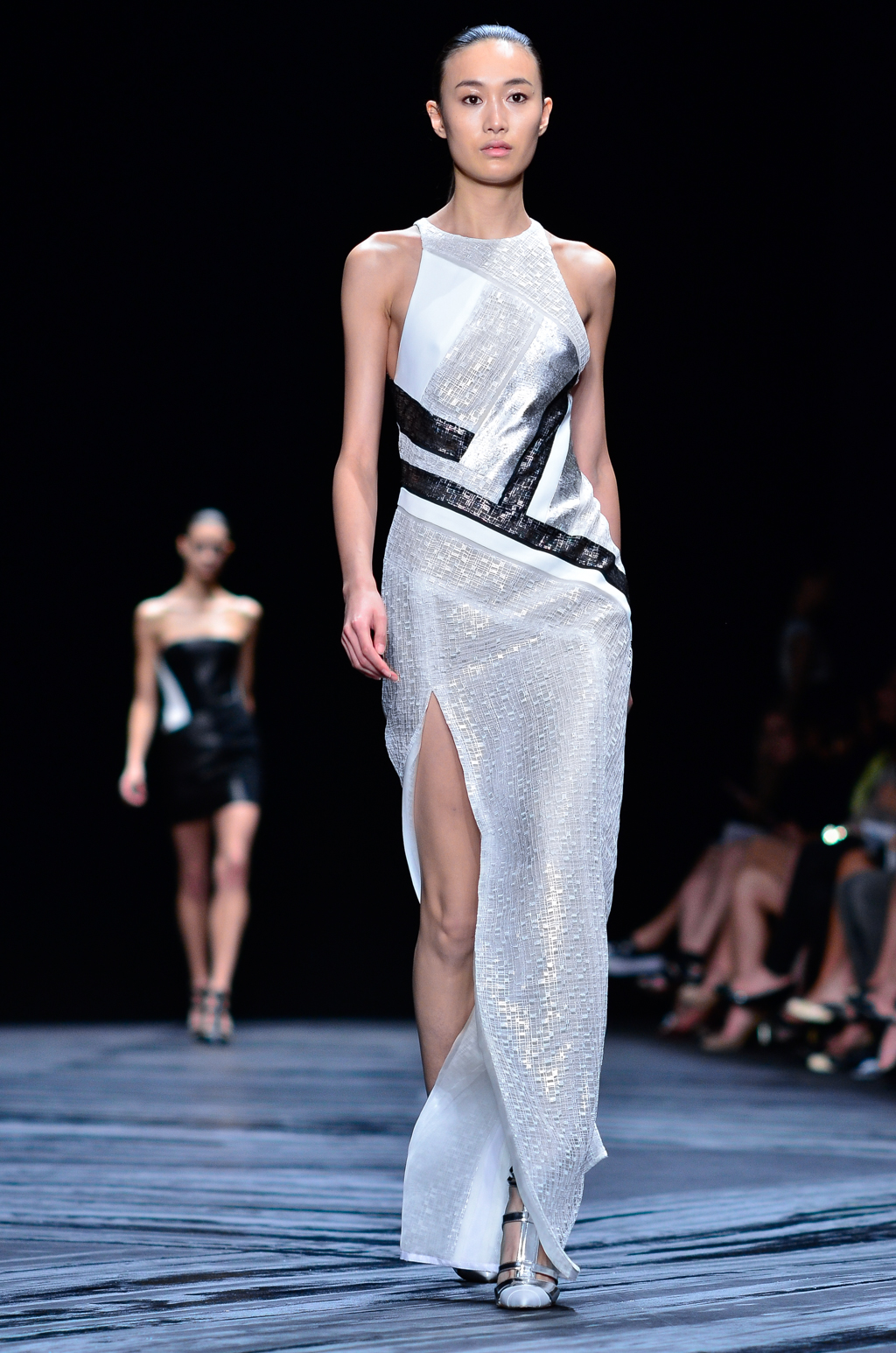
Shu Pei

Shu Pei (舒裴), als Qin Shu Pei (秦舒裴) (* 1. Januar 1990) ist ein chinesisches Model.

## Karriere
Shu Pei unterzeichnete im Jahr 2007 einen Model Vertrag mit der Agentur Next Model Management und lief daraufhin erstmals bei der Herbst-Show von Rachel Roy in New York als auch für Brian Reyes, Catherine Maladrino und Verrier. Im Jahr 2008 erschien sie im Editorial der britischen Elle sowie auch im Editorial der chinesischen Vogue. Noch im selben Jahr lief sie für Lacoste, Rebecca Taylor, Yigal Azrouël, Christian Dior, Hussein Chalayan, John Galliano und Vivienne Westwood bei Shows für die Frühlingssaison in New York und Paris. In den Shows für die Herbstsaison 2009 lief sie im Frühjahr in New York für Carlos Miele, Chanel, Ralph Lauren, Y-3 und Vera Wang.

## Privatleben
Shu Pei ist wohnhaft in New York City. Im Jahr 2017 wurde sie Mutter.

## Agenturen
- Next Model Management[4] – Miami, New York City, London, Mailand
- Traffic Models – Barcelona
- Huayi Brothers Fashion Group